# Asma (Chantada)
Asma (llamada oficialmente San Salvador de Asma) es una parroquia española del municipio de Chantada, en la provincia de Lugo, Galicia.

## Otras denominaciones
La parroquia también es conocida por el nombre de El Salvador de Asma.

## Organización territorial
La parroquia está formada por trece entidades de población:

### Entidades de población
Entidades de población que forman parte de la parroquia:
- A Ponte
- A Portada
- As Córneas
- Carretera de Orense (Estrada de Ourense)
- Lamela (A Lamela)
- O Convento
- O Outeiro
- O Padrairo
- Quintela
- Quinteliña
- San Esteban (Santo Estevo)
- Vilanova do Monte

### Despoblados
Despoblados que forman parte de la parroquia:
- Nandulfe
- O Priorato

## Demografía
| Gráfica de evolución demográfica de Asma entre 2000 y 2019 |
|                                                            |
| Datos según el nomenclátor publicado por el INE.           |